# Main (Anadyr)
Der Main (russisch Майн) ist ein 475 km langer rechter Nebenfluss des Anadyr im Fernen Osten Russlands.

## Verlauf
Der Main entfließt dem wenige Quadratkilometer großen Mainskoje-See, welcher wiederum von mehreren kurzen Bächen gespeist wird. Der See liegt in 240 m Höhe nahe der Wasserscheide zwischen Beringmeer und Ochotskischem Meer (Penschina), zwischen dem niedrigen Penschinagebirge im Westen und Ausläufern des Korjakengebirges im Osten. Er durchfließt in nordöstlichen bis nördlichen Richtungen ein weites Tal in der äußerst dünn besiedelten Waldtundrazone. Östlich des Dorfes Markowo erreicht er den sumpfigen und seenreichen Zentralteil des Anadyrtieflands, nimmt bereits hier dessen äußersten rechten Nebenarm Prorwa auf und fließt danach noch fast 100 Kilometer annähernd parallel zum Anadyr bis zur Mündung.
Auf seiner gesamten Länge durchfließt der Main den Rajon Anadyr des Autonomen Kreises der Tschuktschen. Einziger Ort am Fluss ist das Dorf Wajegi am linken Ufer des Mittellaufs mit wenigen Hundert hauptsächlich tschuktschischen Einwohnern (der gesamte 249.700 km² große Rajon hat nur gut 7000 Einwohner).

## Hydrografie
Das Einzugsgebiet des Main umfasst 32.800 km². Die mittlere monatliche Wasserführung beträgt etwa 260 m³/s (maximales Monatsmittel im Mittellauf, bei Wajegi, während der Schneeschmelze im Juni etwa 1000 m³/s).
In Mündungsnähe ist der Fluss etwa 500 Meter breit und drei Meter tief; er hat hier eine Fließgeschwindigkeit von 0,5 m/s.
Die bedeutendsten Nebenflüsse sind von rechts Palwajam, Bolschoi Kuibiwejem, Wajegi und Algan, von links die Orlowka.
Der Main gefriert zwischen Mitte Oktober und Ende Mai.

## Fauna
Der Main ist Laichgebiet für Rotlachs (Oncorhynchus nerka) und Ketalachs (Oncorhynchus keta).

## Infrastruktur
Die Main ist im Unterlauf für kleinere Fahrzeuge schiffbar, wird jedoch wegen seiner Lage in dünnbesiedeltem Gebiet nicht regulär für die Binnenschifffahrt genutzt.
Im Einzugsgebiet des Flusses fehlt praktisch jede Verkehrsinfrastruktur.